# Ebenezer Assifuah
Ebenezer Kofi Assifuah-Inkoom (Accra, 3 luglio 1993) è un calciatore ghanese, attaccante del Kedah.

## Caratteristiche tecniche
Può ricoprire il ruolo di punta centrale o giocare anche più esterno. Dotato di una buona tecnica di base, agile nei movimenti, è dotato di un'ottima progressione palla al piede; il piede preferito è il destro ma sa usare anche il sinistro con discreti risultati.

## Carriera

### Club
Nella stagione 2012-2012 ha segnato 8 reti in Division One, la seconda serie ghanese, con la maglia del Sekondi Wise Fighters. L'anno seguente firma un contratto triennale con il Liberty Professionals, squadra della massima serie ghanese, con cui realizza 8 gol in 16 presenze, 4 dei quali in una partita vinta per 5-1 contro il Berekum Chelsea, nel dicembre 2012.
Nell'estate 2013 viene acquistato dal Sion, squadra della massima serie svizzera, con cui esordisce in gare ufficiali il 17 agosto 2013 giocando gli ultimi 20 minuti della partita di Coppa di Svizzera vinta per 3-1 contro l'FC Sursee; il successivo 21 agosto viene schierato da titolare nella squadra riserve del Sion, con cui segna anche il suo primo gol nella partita pareggiata per 2-2 contro lo Stade Nyonnais. Il 25 settembre fa il suo esordio nella massima serie svizzera con la prima squadra, giocando gli ultimi 40 minuti della partita vinta per 2-1 in casa contro il Losanna; il successivo 28 settembre segna invece il suo primo gol con il Sion, nella partita di campionato pareggiata per 2-2 sul campo del Basilea. Chiude la sua prima stagione con 7 reti in 24 presenze. Nella stagione 2014-2015 gioca 16 partite, senza mai segnare, vincendo però la Coppa di Svizzera, mentre nella stagione 2015-2016 esordisce in Europa League.

### Nazionale
Nella Coppa d'Africa Under-20 del 2013 ha segnato 3 gol in 5 presenze; nei successivi Mondiali Under-20 del 2013 ha invece segnato 6 reti in 7 presenze, vincendo il titolo di capocannoniere della competizione ed arrivando 3º con la propria nazionale. Nel 2016 esordisce con la nazionale maggiore.

## Statistiche

### Cronologia presenze e reti in nazionale
| Cronologia completa delle presenze e delle reti in nazionale ― Ghana | Cronologia completa delle presenze e delle reti in nazionale ― Ghana | Cronologia completa delle presenze e delle reti in nazionale ― Ghana | Cronologia completa delle presenze e delle reti in nazionale ― Ghana | Cronologia completa delle presenze e delle reti in nazionale ― Ghana | Cronologia completa delle presenze e delle reti in nazionale ― Ghana | Cronologia completa delle presenze e delle reti in nazionale ― Ghana | Cronologia completa delle presenze e delle reti in nazionale ― Ghana |
| Data                                                                 | Città                                                                | In casa                                                              | Risultato                                                            | Ospiti                                                               | Competizione                                                         | Reti                                                                 | Note                                                                 |
| -------------------------------------------------------------------- | -------------------------------------------------------------------- | -------------------------------------------------------------------- | -------------------------------------------------------------------- | -------------------------------------------------------------------- | -------------------------------------------------------------------- | -------------------------------------------------------------------- | -------------------------------------------------------------------- |
| 27-3-2016                                                            | Maputo                                                               | Mozambico                                                            | 0 – 0                                                                | Ghana                                                                | Qual. Coppa d'Africa 2019                                            | -                                                                    | 78’                                                                  |
| Totale                                                               |                                                                      | Presenze                                                             | 1                                                                    |                                                                      | Reti                                                                 | 0                                                                    |                                                                      |

| Cronologia completa delle presenze e delle reti in nazionale ― Ghana under 20 | Cronologia completa delle presenze e delle reti in nazionale ― Ghana under 20 | Cronologia completa delle presenze e delle reti in nazionale ― Ghana under 20 | Cronologia completa delle presenze e delle reti in nazionale ― Ghana under 20 | Cronologia completa delle presenze e delle reti in nazionale ― Ghana under 20 | Cronologia completa delle presenze e delle reti in nazionale ― Ghana under 20 | Cronologia completa delle presenze e delle reti in nazionale ― Ghana under 20 | Cronologia completa delle presenze e delle reti in nazionale ― Ghana under 20 |
| Data                                                                          | Città                                                                         | In casa                                                                       | Risultato                                                                     | Ospiti                                                                        | Competizione                                                                  | Reti                                                                          | Note                                                                          |
| ----------------------------------------------------------------------------- | ----------------------------------------------------------------------------- | ----------------------------------------------------------------------------- | ----------------------------------------------------------------------------- | ----------------------------------------------------------------------------- | ----------------------------------------------------------------------------- | ----------------------------------------------------------------------------- | ----------------------------------------------------------------------------- |
| 16-3-2013                                                                     | ʿAyn Temūshent                                                                | Ghana under 20                                                                | 1 – 2                                                                         | Egitto under 20                                                               | Coppa d'Africa Under-20 2013 - 1º turno                                       | 1                                                                             | 76’                                                                           |
| 19-3-2013                                                                     | ʿAyn Temūshent                                                                | Ghana under 20                                                                | 1 – 0                                                                         | Benin under 20                                                                | Coppa d'Africa Under-20 2013 - 1º turno                                       | 1                                                                             | 56’                                                                           |
| 22-3-2013                                                                     | ʿAyn Temūshent                                                                | Algeria under 20                                                              | 0 – 2                                                                         | Ghana under 20                                                                | Coppa d'Africa Under-20 2013 - 1º turno                                       | 1                                                                             | 29’                                                                           |
| 26-3-2013                                                                     | Orano                                                                         | Mali under 20                                                                 | 0 – 0 dts                                                                     | Ghana under 20                                                                | Coppa d'Africa Under-20 2013 - Semifinale                                     | -                                                                             |                                                                               |
| 30-3-2013                                                                     | Orano                                                                         | Ghana under 20                                                                | 1 – 1 dts (4-5 dtr)                                                           | Egitto under 20                                                               | Coppa d'Africa Under-20 2013 - Finale                                         | -                                                                             |                                                                               |
| 21-6-2013                                                                     | Istanbul                                                                      | Francia under 20                                                              | 4 – 1                                                                         | Ghana under 20                                                                | Mondiali Under-20 2013 - 1º turno                                             | -                                                                             |                                                                               |
| 24-6-2013                                                                     | Istanbul                                                                      | Spagna under 20                                                               | 1 – 0                                                                         | Ghana under 20                                                                | Mondiali Under-20 2013 - 1º turno                                             | -                                                                             |                                                                               |
| 27-6-2013                                                                     | Kayseri                                                                       | Ghana under 20                                                                | 4 – 1                                                                         | Stati Uniti under 20                                                          | Mondiali Under-20 2013 - 1º turno                                             | 2                                                                             | 58’ 78’                                                                       |
| 3-7-2013                                                                      | Kayseri                                                                       | Portogallo under 20                                                           | 2 – 3                                                                         | Ghana under 20                                                                | Mondiali Under-20 2013 - Ottavi                                               | -                                                                             |                                                                               |
| 7-7-2013                                                                      | Istanbul                                                                      | Ghana under 20                                                                | 4 – 3 dts                                                                     | Cile under 20                                                                 | Mondiali Under-20 2013 - Quarti                                               | 2                                                                             | 72’ 120+1’                                                                    |
| 10-7-2013                                                                     | Bursa                                                                         | Francia under 20                                                              | 2 – 1                                                                         | Ghana under 20                                                                | Mondiali Under-20 2013 - Semifinale                                           | 1                                                                             | 47’                                                                           |
| 13-7-2013                                                                     | Bursa                                                                         | Ghana under 20                                                                | 3 – 0                                                                         | Iraq under 20                                                                 | Mondiali Under-20 2013 - Finale 3º-4º posto                                   | 1                                                                             | 46’                                                                           |
| Totale                                                                        |                                                                               | Presenze                                                                      | 12                                                                            |                                                                               | Reti                                                                          | 9                                                                             |                                                                               |

## Palmarès

### Club

#### Competizioni nazionali
- Coppa Svizzera: 1

Sion: 2014-2015

### Individuale
- Scarpa d'oro del campionato del mondo Under-20: 1

Turchia 2013 (6 reti)